# Pfarrkirche Braunau-St. Franziskus

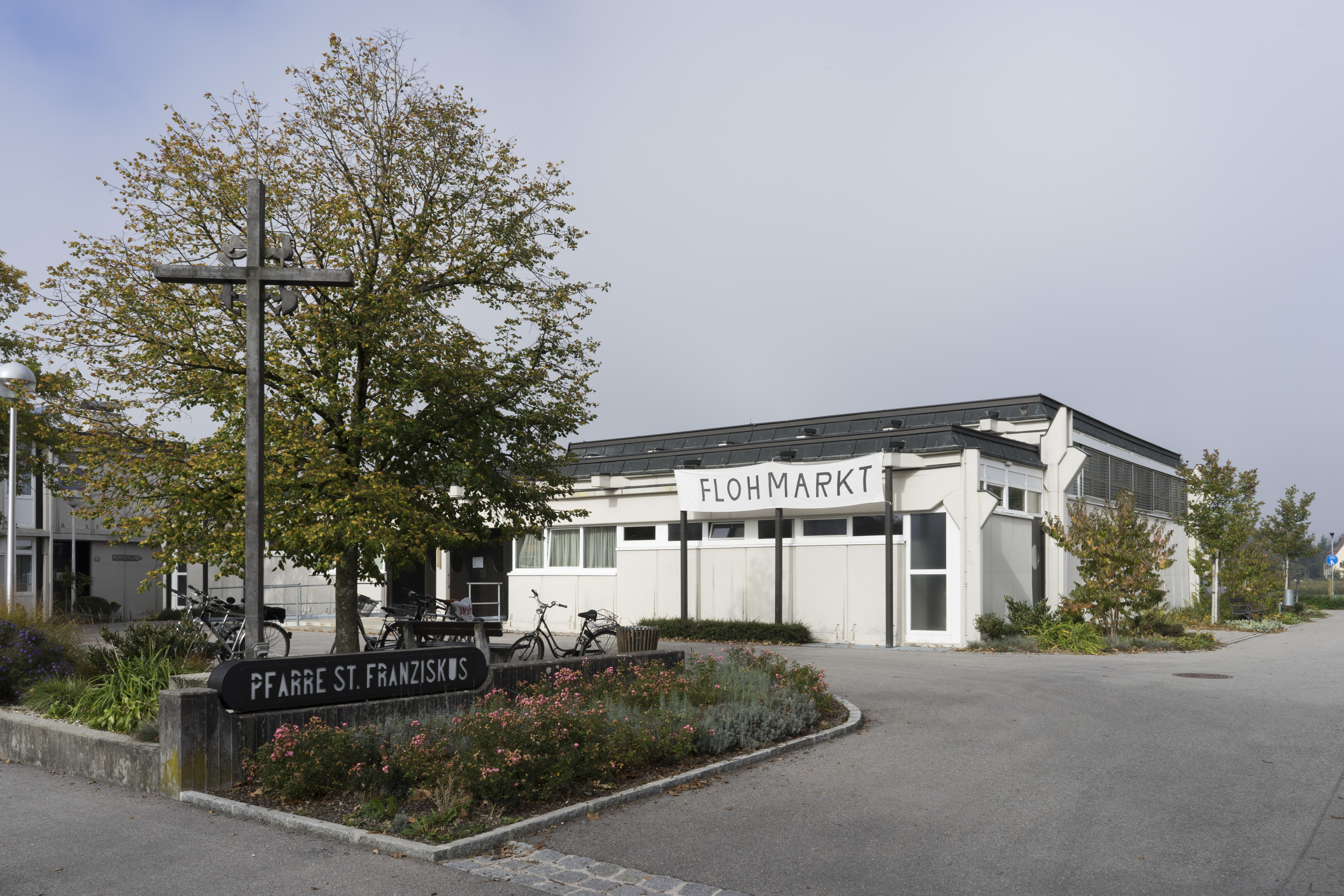
Die Kirche in Braunau Neustadt

Die römisch-katholische Pfarrkirche Braunau-St. Franziskus mit dem Patrozinium Franz von Assisi steht im Stadtteil Neustadt der Stadtgemeinde Braunau am Inn in Oberösterreich. Seit dem 1. Jänner 2023 gehört Braunau-St. Franziskus als eine von 14 Pfarrteilgemeinden zur Pfarre Braunau der Diözese Linz. 

## Geschichte
Mit Anfang 1971 wurde die Kooperatorexpositur Braunau-St. Franziskus mit Kapuzinerpatres der Nordtiroler Ordensprovinz gegründet. Mit dem Bau eines Pfarrzentrums wurde 1974 begonnen und am 2. Mai 1976 wurde das Pfarrzentrum mit Weihbischof Alois Wagner geweiht. 1979 verließen die Kapuziner Braunau und die Pfarre wurde von der Diözese Linz übernommen. Im Herbst 1982 wurde im Pfarrzentrum das Salvatorianerkolleg Braunau-St. Franziskus errichtet. Mit Anfang 1985 wurde von der Stadtpfarre St. Stephan die Pfarre Braunau-St. Franziskus ausgegliedert und damit zur Selbständigkeit erhoben. Um 1997 wurde das Salvatorianerkolleg geschlossen. 2000/2001 wurde das Pfarrzentrum generalsaniert.
Der bereits in den 1980er Jahren aufgegebene Plan vom Zubau einer Kirche wurde 2002 Rechnung getragen und ein Künstlerwettbewerb für eine Umgestaltung des Pfarrsaales in einen Gottesdienstraum durchgeführt. 2003 wurde der Gottesdienstraum mit dem Konzept von Katharina Struber und Ursula Witzany neu gestaltet.